# Marie II (reine d'Angleterre)
Vous lisez un « bon article » labellisé en 2019.
Pour les articles homonymes, voir Marie d'Angleterre, Marie Stuart (homonymie) et Marie II.
Marie II, née le 30 avril 1662 et morte le 28 décembre 1694, est reine d'Angleterre, d'Écosse et d'Irlande de 1689 à sa mort aux côtés de son mari Guillaume III.
Marie est la fille aînée du duc d'York Jacques, le frère cadet du roi Charles II. Bien que son père se soit converti au catholicisme après sa naissance, elle est éduquée dans la foi anglicane suivant les instructions de son oncle. Elle se marie en 1677 avec son cousin germain, le prince Guillaume d'Orange-Nassau, et part vivre avec lui dans les Provinces-Unies. Ce mariage purement diplomatique la rend d'abord malheureuse, mais elle finit par développer une réelle affection pour son mari.
À la mort de Charles, en 1685, Jacques devient roi, mais il est déposé trois ans plus tard par le Parlement d'Angleterre dans le cadre de la Glorieuse Révolution, qui donne lieu à l'adoption de la Déclaration des droits et porte au pouvoir Marie et Guillaume. Ils règnent conjointement, mais Marie n'exerce réellement le pouvoir que lorsque son mari part faire campagne à l'étranger. Durant ses absences, elle fait preuve d'autorité et de compétence, ce qui incite Guillaume à se reposer beaucoup sur elle. Elle meurt à 32 ans de la variole sans avoir eu d'enfants et Guillaume règne par la suite seul jusqu'à son décès, en 1702. La sœur cadette de Marie, Anne, accède alors au pouvoir.

## Biographie

### Enfance (1662-1677)

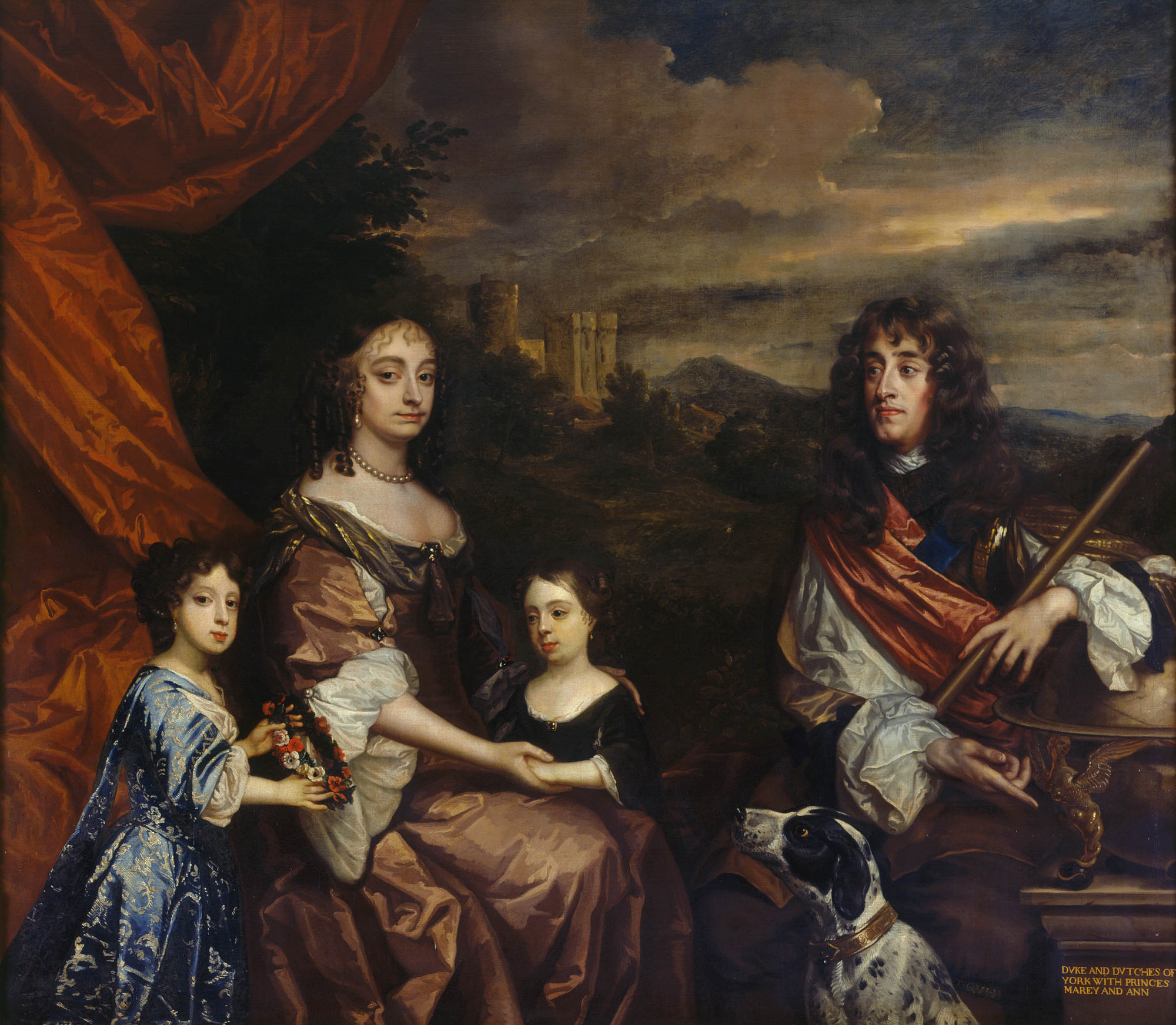
La Famille de Jacques, duc d'York. Ce portrait du duc et de la duchesse d'York, réalisé par Peter Lely entre 1668 et 1670, a été retouché par Benedetto Gennari le Jeune en 1680 au plus tôt pour y ajouter leurs deux filles, Marie (à gauche) et Anne (à droite).

Marie naît le 30 avril 1662 au palais St James de Londres. Elle est la fille aînée du duc d'York (1633-1701), le futur Jacques II, et de sa première femme Anne Hyde (1637-1671). Son père est le frère cadet de Charles II, qui règne sur l'Angleterre, l'Écosse et l'Irlande depuis 1660, tandis que sa mère est la fille du comte de Clarendon Edward Hyde, qui occupe la charge de chancelier depuis 1658. Elle est baptisée dans la foi anglicane dans la chapelle royale du palais St James. Son parrain est le prince Rupert du Rhin, cousin de son père, tandis que les duchesses de Buckingham et d'Ormond lui servent de marraines. Des huit enfants du duc d'York et Anne Hyde, seules Marie et sa sœur cadette Anne, née en 1665, atteignent l'âge adulte. Comme le roi Charles II n'a pas d'enfants légitimes, Marie occupe la deuxième place dans l'ordre de succession au trône durant la majeure partie de son enfance, juste après son père.
Bien que leurs parents se soient convertis au catholicisme, Marie et Anne reçoivent une éducation religieuse protestante, en accord avec la volonté du roi. Cette éducation est assurée par trois grands prélats : l'évêque de Winchester George Morley, l'évêque de Londres Henry Compton et l'archidiacre d'Exeter (en) Edward Lake (en). Les deux sœurs grandissent dans leur propre résidence, le palais de Richmond, sous la tutelle de leur gouvernante Frances Villiers, femme du colonel Edward Villiers. Elles ne sortent de chez elles que pour de rares visites à leurs parents au palais St James ou à leur grand-père Clarendon à Twickenham. Marie réside brièvement à York entre 1665 et 1667 pour échapper à la grande peste de Londres. Les précepteurs de Marie lui enseignent la musique (elle joue du luth et du clavecin), la danse, le dessin, le français et la religion, et guère davantage. De l'âge de neuf ans environ et jusqu'à son mariage, elle entretient une correspondance passionnée avec une jeune fille plus âgée qu'elle, Frances Apsley (en) (1653 – 1727), la fille du courtisan Allen Apsley (en). Ces échanges enflammés finissent par embarrasser Apsley, dont les réponses prennent un ton plus formel. La mère de Marie meurt en 1671 et son père se remarie deux ans plus tard avec la princesse catholique Marie de Modène, qui n'a que quatre ans de plus que sa fille aînée.
Marie a quinze ans lorsqu'elle est fiancée à son cousin germain, Guillaume d'Orange, le  stathouder des Provinces-Unies. Ce prince protestant est le fils de Marie-Henriette Stuart, la sœur défunte de Charles II, à qui Marie doit son prénom. Il est ainsi quatrième dans l'ordre de succession, après le duc d'York et ses filles. Jacques est d'abord hostile à cette union, car il verrait plutôt Marie épouser le dauphin Louis pour se rapprocher de la France. Il consent au mariage avec Guillaume sous la pression de l'influent ministre Thomas Osborne et de son frère Charles, qui considèrent à tort qu'il rendra le duc plus populaire auprès des protestants. Edward Lake, devenu chapelain de Marie, rapporte que la princesse « pleur[e] toute l'après-midi et tout le lendemain » lorsque son père lui apprend qu'elle doit épouser Guillaume. La perspective d'épouser un homme de douze ans son aîné, aux dents noires et au nez crochu (Anne le surnomme « Caliban »), qui mesure dix bons centimètres de moins qu'elle (avec ses 180 cm, Marie est une grande femme pour l'époque), n'a rien pour lui plaire.

### Princesse d'Orange (1677-1688)

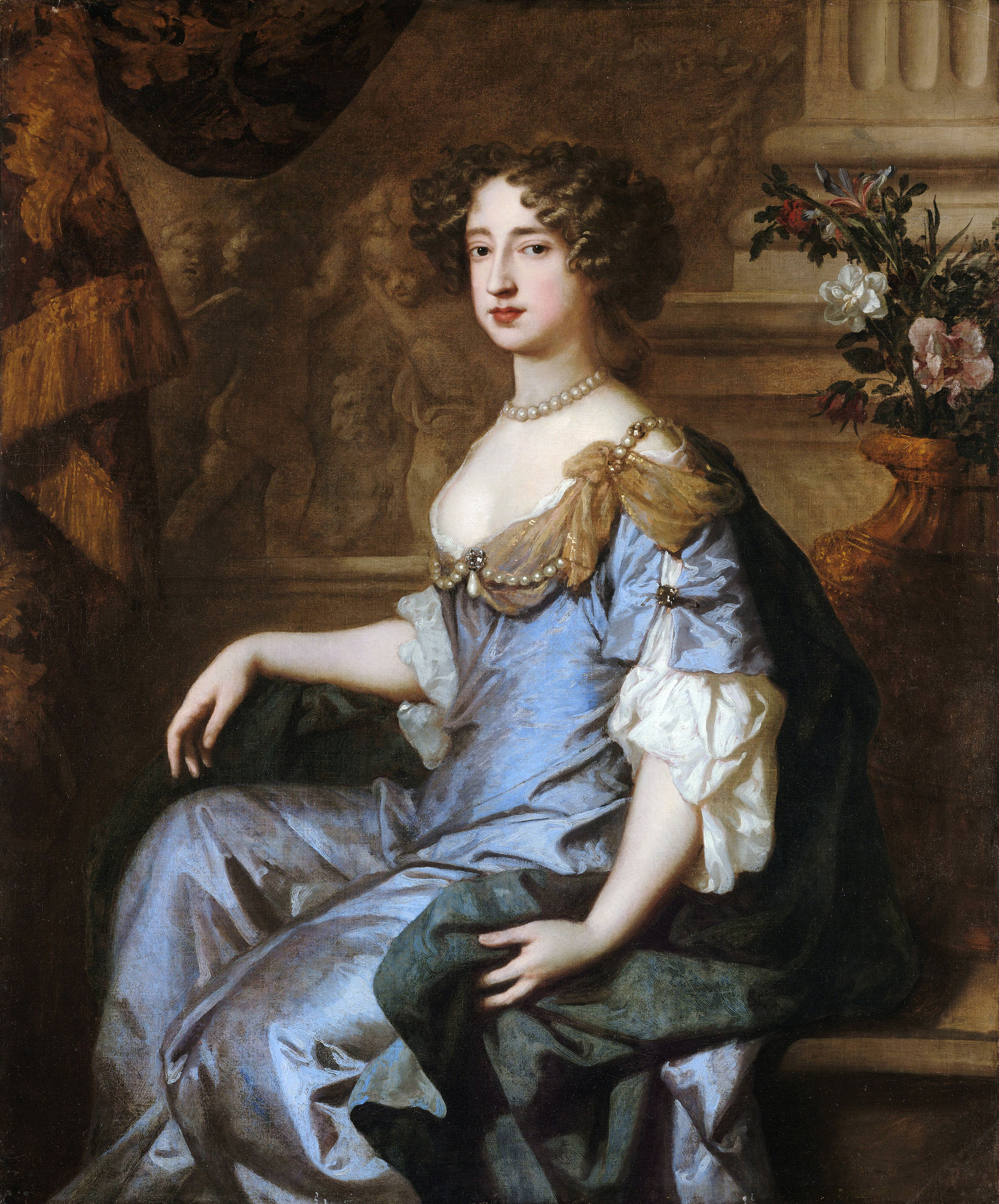
Portrait de Marie par Peter Lely (vers 1677-1680).

C'est une Marie en larmes qui épouse Guillaume d'Orange le 4 novembre 1677 au palais St James. La cérémonie est présidée par l'évêque Henry Compton,. Elle se rend ensuite aux Provinces-Unies avec son mari. Le voyage est retardé de quinze jours à cause du mauvais temps, puis leur navire ne peut aborder à Rotterdam, le port étant pris par les glaces. Ils sont contraints de débarquer au petit village de Ter Heijde et de poursuivre à pied avant que des carrosses ne les rejoignent pour les conduire à Huis Honselaarsdijk (en), la résidence du stathouder,. Ils font leur entrée formelle en grande pompe à La Haye le 14 décembre.
La personnalité animée et agréable de Marie la rend populaire auprès des Néerlandais, tandis que les Anglais voient d'un bon œil son mariage à un prince protestant. Elle se montre dévouée à son mari, pour lequel elle développe progressivement une véritable affection, mais celui-ci s'absente souvent pour mener ses troupes au combat, ce qui incite les membres de la famille de Marie à le trouver froid et négligeant lors de leurs visites à la princesse. Cette dernière mène une vie solitaire durant les absences de son époux, allant d'un palais à un autre sans jamais s'intégrer à la vie sociale des épouses des régents néerlandais. Elle est enceinte après quelques mois de mariage, mais elle fait une fausse couche en rendant visite à son mari dans la forteresse de Bréda. Il est possible qu'elle en soit restée stérile,. Plusieurs périodes de maladie, à la mi-1678, au début de 1679 et de 1680, correspondent peut-être à d'autres fausses couches. Son incapacité à avoir des enfants constitue sa plus grande source de chagrin avec l'infidélité de son mari, qui la trompe avec sa dame de compagnie Elizabeth Villiers (en).
En mai 1684, le duc de Monmouth James Scott, fils illégitime de Charles II, s'installe aux Pays-Bas où il est reçu avec les honneurs par Guillaume et Marie. Bien qu'il ne soit pas légitime, il est protestant, ce qui le fait considérer par certains comme un rival potentiel du duc d'York pour la succession. Guillaume ne partage pas cette opinion, estimant que Monmouth ne bénéficie pas de suffisamment d'appuis.
Charles II meurt sans laisser d'enfants légitimes le 6 février 1685 et le duc d'York devient roi sous les noms de Jacques II (en Angleterre et en Irlande) et Jacques VII (en Écosse). Marie apprend la mort de son oncle et son nouveau statut d'héritière présomptive de la bouche de son mari alors qu'elle joue aux cartes. L'un des premiers messages que le nouveau roi envoie à Marie est pour demander le renvoi du duc de Monmouth de sa cour. Lorsque le duc rassemble ses forces à Amsterdam avant de faire voile pour l'Angleterre, Guillaume en informe son beau-père et ordonne aux régiments anglais stationnés aux Pays-Bas de rentrer au pays. La rébellion de Monmouth se solde par la défaite et l'exécution du duc au mois de juillet. Le prince d'Orange est d'abord soulagé, mais les décisions prises par la suite par Jacques II dans le domaine religieux consternent Guillaume et Marie. L'arrivée à leur cour du théologien écossais Gilbert Burnet, qui rappelle à Marie qu'elle est l'héritière présomptive du trône, incite la princesse à s'intéresser davantage aux affaires d'Angleterre.

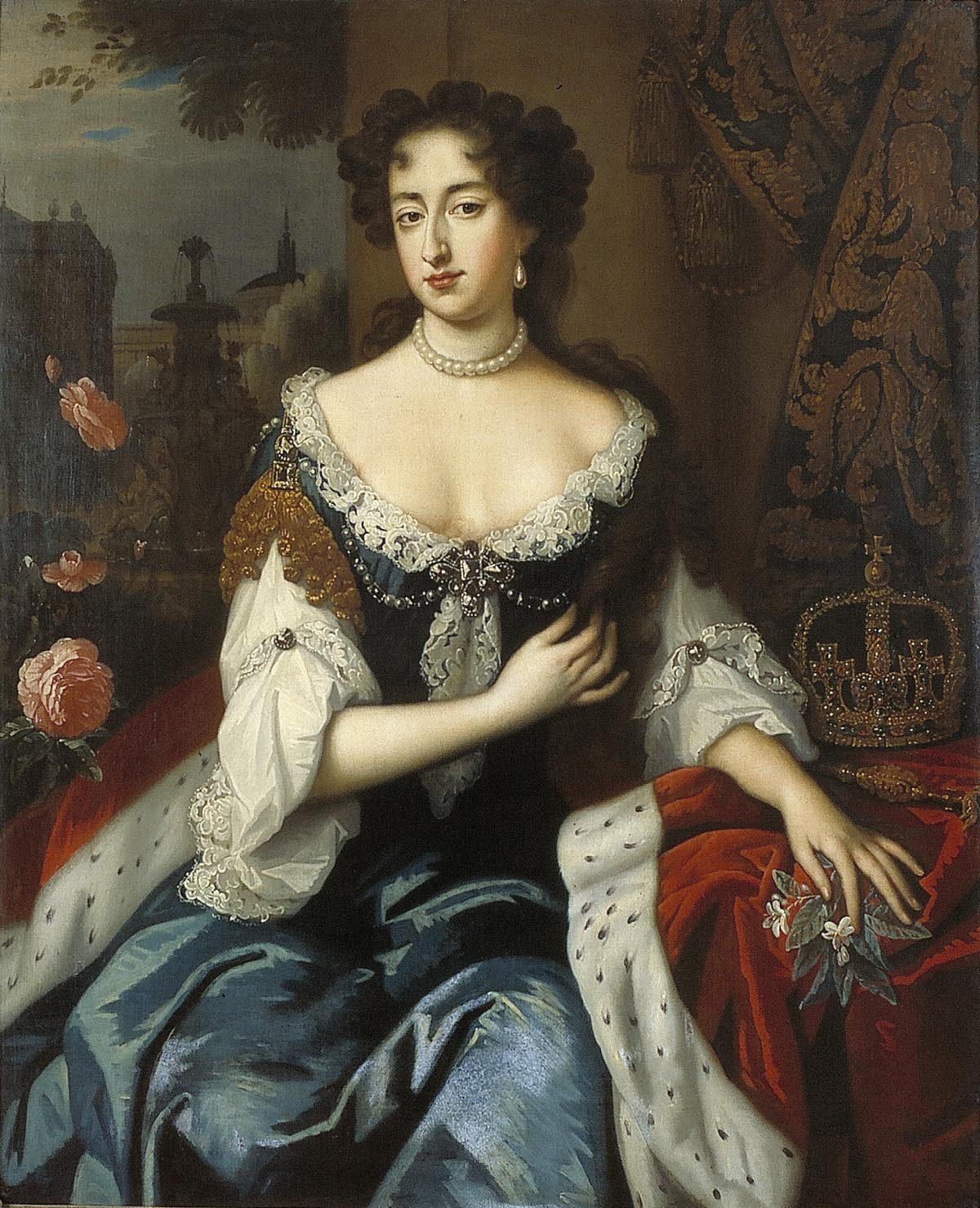
Portrait de Marie par Willem Wissing (vers 1685).

Le roi s'efforce en effet d'accorder la liberté de religion à ses sujets non-anglicans en suspendant les décisions du Parlement par décret royal. Pour Marie, son père se place dans l'illégalité en agissant ainsi et son chapelain écrit à l'archevêque de Cantorbéry William Sancroft pour lui faire part de son opinion. Elle désapprouve tout autant le refus de Jacques de venir en aide aux huguenots de la principauté d'Orange lorsque Louis XIV y envoie ses armées. Afin de nuire à Guillaume, Jacques encourage les serviteurs de sa fille à répandre la rumeur de la relation entre le prince et Elizabeth Villiers. Marie surprend son mari quittant la chambre de sa maîtresse tard dans la soirée, mais Guillaume nie et elle semble l'avoir cru ou lui avoir pardonné,. Il est cependant possible que la rencontre entre Guillaume et Villiers ait été d'ordre diplomatique plutôt qu'intime,. Après cet incident, Marie congédie ses serviteurs et les renvoie en Angleterre,.

### La Glorieuse Révolution (1688-1689)
Dès 1686, des protestants anglais mécontents entrent en contact avec Guillaume d'Orange. Le crédit dont bénéficie Jacques auprès de ses sujets protestants diminue encore en mai 1688, lorsqu'il contraint les prélats anglicans à donner lecture dans leurs églises de la Déclaration d'indulgence, qui accorde la liberté de religion aux catholiques et aux dissenters, les protestants qui n'appartiennent pas à l'Église d'Angleterre. Leur inquiétude atteint son paroxysme lorsque la reine donne naissance à un fils, Jacques François Stuart, susceptible de devenir un roi catholique. Des rumeurs entourant les circonstances de l'accouchement ne tardent pas à circuler, au point que Marie écrit à sa sœur Anne pour lui demander davantage d'informations. Leur correspondance conforte Marie dans ses soupçons : elle est persuadée que l'enfant n'est pas vraiment le fils de son père, mais un imposteur introduit dans la chambre de la reine pour remplacer un bébé mort-né dans le cadre d'un complot visant à assurer la présence d'un catholique sur le trône,.
Le 30 juin 1688, sept grands personnages du royaume d'Angleterre, surnommés par la suite « les Sept Immortels », adressent en secret une invitation à Guillaume à venir déposer Jacques II. Guillaume leur avait fait savoir auparavant qu'il n'interviendrait pas sans une telle invitation, bien qu'il ait déjà commencé à rassembler ses forces. Il reste réticent, craignant peut-être que sa femme devienne plus puissante que lui en sa qualité d'héritière de la couronne d'Angleterre. D'après Gilbert Burnet, Marie l'aurait convaincu de son absence d'ambition politique en s'engageant à lui obéir en tous points, en accord avec ses vœux de mariage,.
Marie reste aux Pays-Bas tandis que son mari débarque en Angleterre à la tête d'une armée le 5 novembre. Il est rallié par les forces armées anglaises et par la marine. Après une première tentative de fuite le 11 décembre, Jacques parvient à quitter le pays le 23 et, après une brève tentative de reprendre pied en Irlande, se réfugie en France où il meurt en 1701. Bouleversée par les circonstances de la déposition de son père, tiraillée entre son inquiétude pour lui et ses obligations vis-à-vis de son mari, Marie reste cependant convaincue que Guillaume a fait ce qu'il devait faire pour « sauver l'Église et l'État, ». Lorsqu'elle arrive en Angleterre, le 12 février 1689, elle est tiraillée entre la joie de revoir son pays natal et l'inquiétude pour son père,. Guillaume lui ordonne d'avoir l'air joyeux lors de leur entrée en triomphe à Londres, ce qui vaut à Marie les foudres de plusieurs observateurs, dont Sarah Churchill, qui la croient indifférente au sort du roi déposé,.

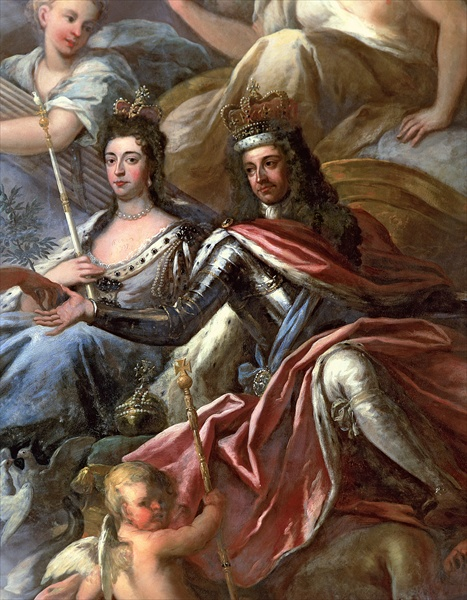
Portrait de Guillaume et Marie sur le plafond du Painted Hall du Old Royal Naval College, à Greenwich, par James Thornhill (1707-1726).

En janvier 1689, un Parlement (en) est réuni par Guillaume pour débattre de la conduite à suivre. Un parti, mené par lord Danby, considère que Marie doit régner seule en tant qu'héritière légitime, mais Guillaume et ses partisans refusent d'envisager qu'un homme puisse être le sujet de sa femme. Le prince d'Orange ne veut pas être un simple prince consort : il entend être roi à part entière,. Marie, quant à elle, ne souhaite pas régner. Son caractère la porte davantage vers une existence tranquille et elle estime que les femmes doivent être soumises à leurs maris,. Le 13 février, le Parlement vote une Déclaration des droits (Declaration of Right) selon laquelle la première tentative de fuite de Jacques II, le 11 décembre précédent, équivaut à une abdication qui donne lieu à une vacance du trône. Le Parlement n'offre pas la couronne à son fils aîné un bébé de six mois, mais à Marie et Guillaume comme souverains conjoints. Il n'existe qu'un seul précédent dans l'histoire de l'Angleterre pour une telle double monarchie : à l'occasion du mariage entre Marie Ire et Philippe II, en 1554, le second s'est vu reconnaître le titre de roi, mais uniquement pour la durée de la vie de sa femme et avec un pouvoir restreint. Guillaume, en revanche, doit conserver le titre royal même s'il survit à Marie, et c'est lui qui doit exercer le pouvoir en leurs deux noms. Cette déclaration est amendée par la suite pour bannir Jacques et ses descendants de l'ordre de succession (à l'exception d'Anne, la sœur de Marie), ainsi que tous les catholiques.
Guillaume et Marie sont sacrés par l'évêque Henry Compton le 11 avril 1689 en l'abbaye de Westminster. C'est traditionnellement à l'archevêque de Cantorbéry qu'il revient de sacrer les rois et reines, mais William Sancroft, bien qu'anglican, refuse de reconnaître la déposition de Jacques II. La cérémonie ne plaît ni à Guillaume, qui la qualifie de « papiste », ni à Marie, qui n'y voit que vanité. Le même jour, le Parlement d'Écosse, beaucoup plus divisé que son équivalent anglais, finit par confirmer que Jacques n'est plus roi d'Écosse, que ce titre ne peut revenir à un catholique et que Guillaume et Marie doivent devenir souverains ensemble, le premier exerçant la totalité du pouvoir.

### Reine d'Angleterre et d'Irlande (1689-1694)

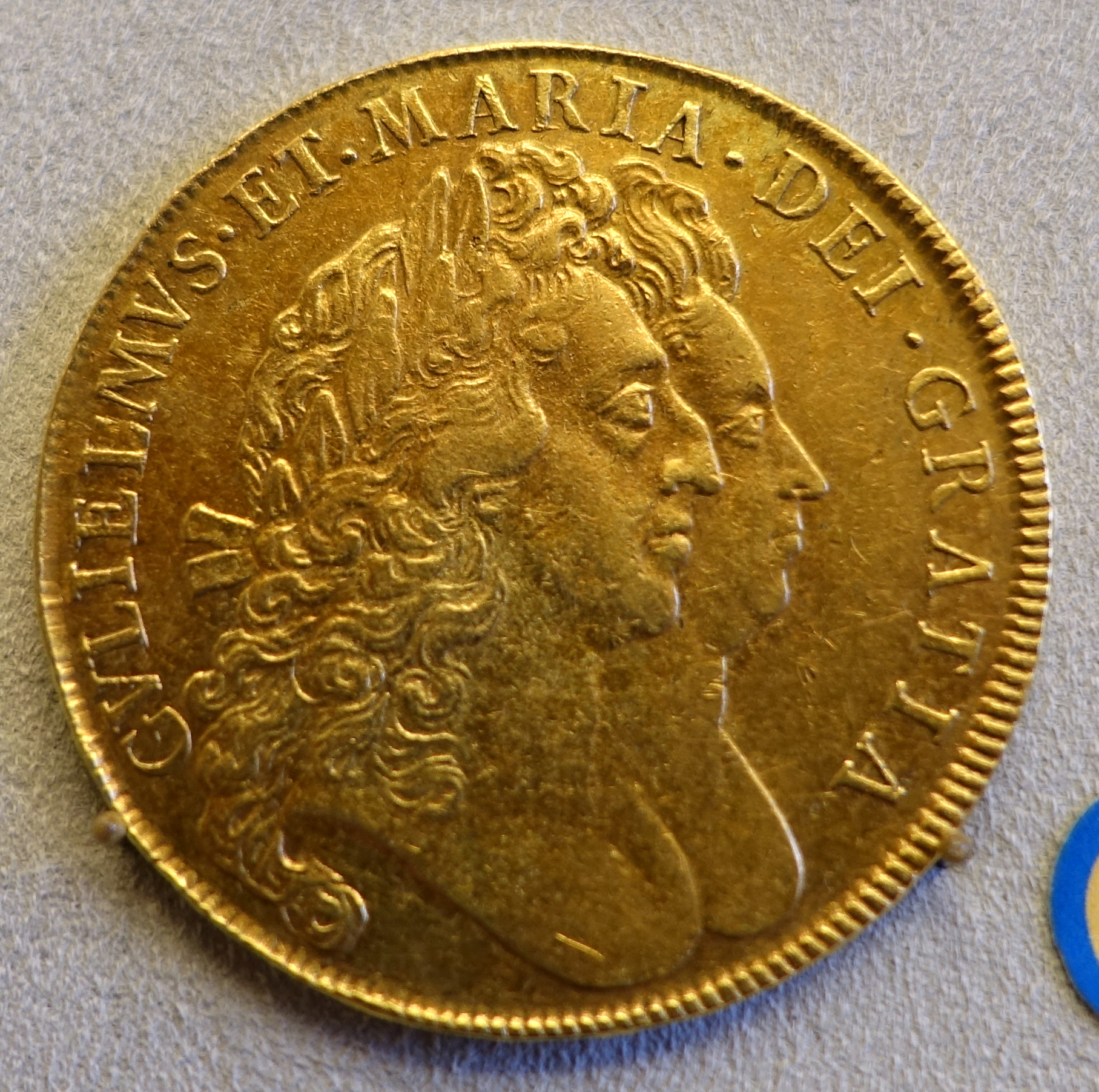
Une pièce de 5 guinées à l'effigie de Guillaume et Marie.

En décembre 1689, le Parlement vote l'un des plus importants textes constitutionnels de l'histoire de l'Angleterre, la Déclaration des droits (Bill of Rights). Elle confirme plusieurs points de la déclaration de février et va plus loin en imposant des limites à la prérogative royale : le souverain ne peut plus suspendre les lois votées par le Parlement, lever des impôts ou une armée sans l'accord de ce même Parlement, limiter le droit de pétition, refuser le port d'armes aux protestants, interférer dans les élections législatives, punir les députés pour des propos tenus en débat parlementaire, exiger des cautions excessives ou infliger des peines cruelles ou inhabituelles. La Déclaration confirme également l'ordre de succession. À la mort de Guillaume ou de Marie, l'autre doit continuer à régner, suivi par leurs éventuels enfants, puis par Anne et ses enfants, et enfin les enfants que Guillaume pourrait avoir d'un mariage ultérieur.
À partir de 1690, Guillaume se trouve souvent en campagne à l'étranger du printemps à l'automne. Cette année-là, il affronte les jacobites (les partisans de Jacques II) en Irlande. Une fois les jacobites vaincus, en 1692, il passe le plus clair de son temps à lutter contre les armées françaises aux Pays-Bas. En son absence, Marie est censée gouverner le royaume, une idée qui ne lui sourit guère. Elle souffre de l'absence de son mari, ainsi que de la dégradation de ses relations avec sa sœur, qui se dispute avec le couple royal sur des questions d'argent. Lorsqu'elle est seule et que son mari ne lui a pas laissé d'instructions, Marie gouverne de manière autonome, mais lorsqu'il est en Angleterre, elle s'en remet entièrement à lui et se tient scrupuleusement à l'écart de toute affaire politique, en accord avec la Déclaration des droits et avec son tempérament,.
Pour l'assister dans sa tâche, le roi nomme un conseil de neuf membres : le marquis de Carmarthen, le comte de Devonshire, le comte de Dorset, le comte de Monmouth, le comte de Pembroke, le comte de Marlborough, le comte de Nottingham, John Lowther et Edward Russel. Leurs opinions politiques divergentes (cinq sont des  tories et quatre des whigs) donnent lieu à de fréquentes querelles, et ils ont tous des défauts rédhibitoires aux yeux de la reine : faibles, paresseux, indignes de confiance ou fous. Son manque d'expérience est un point négatif à leurs yeux, mais elle parvient à s'imposer en jouant sur leurs rivalités politiques et fait preuve de fermeté et d'esprit d'initiative dans sa réaction à la défaite du cap Béveziers, au mois de juillet 1690. La même année, elle ordonne l'arrestation de plusieurs jacobites soupçonnés de comploter pour rétablir Jacques II sur le trône, parmi lesquels son oncle le comte de Clarendon Henry Hyde.
En janvier 1692, l'influent comte de Marlborough John Churchill est renvoyé de la cour pour la même raison. Ce renvoi nuit à la popularité de la reine, ainsi qu'à ses relations avec sa sœur qui est très proche de Sarah Churchill, la femme du comte. Anne affiche son soutien aux Churchill en apparaissant aux côtés de Sarah à la cour, pour la plus grande colère de Marie qui exige que sa sœur la renvoie. Au mois d'avril, Marie est frappée d'une forte fièvre et n'assiste pas à la messe dominicale pour la première fois en 12 ans. En temps normal, la reine, très croyante, assiste aux prières au moins deux fois par jour. Elle s'abstient également de rendre visite à sa sœur qui connaît alors un accouchement difficile. Une fois rétablie, elle se rend auprès d'Anne, dont l'enfant est mort peu après la délivrance, mais c'est pour lui reprocher son amitié avec Sarah Churchill. C'est la dernière fois que les sœurs se voient. Dans son journal intime, Marie exprime sa croyance que Dieu la punit pour « l'irrégularité » de la Glorieuse Révolution en l'éloignant ainsi de sa sœur. Le comte de Marlborough est arrêté et incarcéré, mais il s'avère que son accusateur est un imposteur et il est remis en liberté.
Les proclamations de Marie sont souvent consacrées à la lutte contre la débauche, l'intempérance et le vice,. Le contraste avec la Restauration, considérée a posteriori comme une période d'hédonisme, est significatif. La reine considère le succès de la Glorieuse Révolution comme une preuve de la providence divine et s'efforce donc, par ses proclamations et son exemple personnel, de maintenir cette providence de son côté. Elle s'intéresse de près à la lutte contre le pluralisme et aux questions d'avancement ecclésiastique. À la mort de l'archevêque de Cantorbéry John Tillotson, en décembre 1694, elle met en avant la candidature de l'évêque de Worcester Edward Stillingfleet, mais il est supplanté par l'évêque de Lincoln Thomas Tenison, soutenu par Guillaume.

### Fin de vie et mort (1694)
Marie jouit d'une bonne santé et fait régulièrement le trajet entre ses palais de Whitehall et Kensington à pied. Elle tombe malade à la fin du mois de novembre 1694 et croit d'abord avoir attrapé la rougeole, mais il s'agit en réalité de la variole. Elle renvoie tous ceux qui n'ont jamais eu cette maladie afin de ne pas les contaminer. Anne, qui est à nouveau enceinte, écrit à sa sœur pour lui dire qu'elle est prête à braver tous les dangers pour la revoir, mais elle en est empêchée par la comtesse de Derby, qui exerce la charge de Groom of the Stool de la reine. La reine Marie II meurt au palais de Kensington peu après minuit le 28 décembre 1694, à l'âge de 32 ans.
Le roi, qui en est venu à se reposer de plus en plus sur elle, est inconsolable. Gilbert Burnet rapporte qu'il se décrit comme « la créature la plus misérable de la terre ». La mort de Marie est largement pleurée par ses sujets, même si aux yeux des jacobites, elle représente une punition divine pour avoir bafoué le cinquième commandement, « honore ton père ». Le corps embaumé de la reine est placé dans une chapelle ardente à la Maison des banquets, à Whitehall. Elle est inhumée en l'abbaye de Westminster le 5 mars. Ces funérailles sont les premières funérailles royales auxquelles assistent tous les membres des deux chambres du Parlement anglais,. Le compositeur Henry Purcell écrit pour la cérémonie sa Music for the Funeral of Queen Mary.

## Postérité

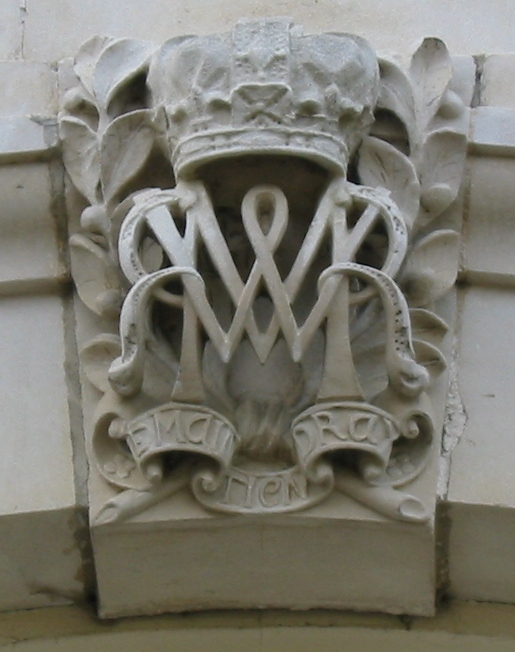
Le monogramme de Guillaume et Marie au palais de Hampton Court.

Les jacobites dépeignent Marie comme une mauvaise fille, qui a causé la perte de son père pour son bénéfice et celui de Guillaume. Au début de leur règne, elle est plus généralement représentée comme une femme faible et totalement soumise à son mari, mais son emprise solide sur les rênes du pouvoir lors des absences de Guillaume fait évoluer le regard qui est posé sur elle, et elle donne par la suite l'image d'une souveraine compétente et sûre d'elle. C'est avant tout grâce à elle que la majorité des tories acceptent la déposition de Jacques II. Dans A Present for the Ladies (1692), le poète Nahum Tate la compare à Élisabeth Ire. Un autre poète, William Walsh, dresse un parallèle entre la reine et le héros romain Cincinnatus dans A Dialogue Concerning Women (1691). Comme Cincinnatus, Marie répond à l'appel de la nation en temps de crise avant d'abandonner volontairement le pouvoir.
Une semaine avant sa mort, Marie procède à un tri dans ses papiers personnels et en brûle une partie. Son journal intime subsiste, tout comme ses lettres à Guillaume et à Frances Apsley. Ces documents donnent l'image d'une femme intelligente et pieuse. Aux yeux de la postérité, elle apparaît comme une épouse loyale et soumise qui accepte le pouvoir avec réticence, l'exerce avec compétence quand elle le doit et le laisse à son mari de son plein gré.
Marie est à l'origine de la fondation du College of William and Mary, une université située dans l'actuelle ville de Williamsburg en Virginie aux États-Unis, par lettres patentes en 1693. Elle apporte son soutien à Thomas Bray (en), le fondateur de la Society for Promoting Christian Knowledge, et joue un rôle majeur dans la fondation du Royal Hospital for Seamen de Greenwich après la victoire anglo-hollandaise lors de la bataille de la Hougue en 1692. Elle s'intéresse de près à la conception des jardins des palais de Het Loo et de Hampton Court et contribue à la popularisation de la porcelaine bleue et blanche (en) et des poissons rouges comme animaux de compagnie.

## Titres et héraldique
De sa naissance à son mariage, Marie porte le prédicat « Son Altesse » (Her Highness). Après son mariage, elle est appelée « Son Altesse la princesse d'Orange » (Her Highness The Princess of Orange). Après son avènement, elle est simplement appelée « Sa Majesté la reine » (Her Majesty The Queen).
À leur avènement, le 13 février 1689, le titre officiel des deux souverains est « Guillaume et Marie, par la Grâce de Dieu (en), roi et reine d'Angleterre, de France et d'Irlande, Défenseurs de la Foi, etc. » (William and Mary, by the Grace of God, King and Queen of England, France and Ireland, Defenders of the Faith, etc.). L'Écosse (Scotland) est insérée après l'Angleterre dans l'énumération de leurs royaumes après la reconnaissance du couple royal par le Parlement écossais, le 11 avril 1689.
La reine utilise ses armes patrimoniales parties à senestre de celle de son mari. Guillaume d'Orange adopte de son côté les armes royales d'Angleterre et d'Ecosse — écartelées, 1 et 4, trois fleurs de lys or sur fond azur (qui est France) et trois lions en pal or (qui est Angleterre), au 2, d'or, au lion de gueules, au double trescheur fleuronné et contre-fleuronné du même (qui est Écosse), au 3, d'azur, à la harpe d'or, cordée d'argent (qui est Irlande) — qu'il charge sur-le-tout d'un écusson d'azur billetté d'or, au lion du second brochant, armé et lampassé de gueules (qui est Nassau).

Armoiries de Guillaume et Marie en tant que prince et princesse d'Orange.
Armoiries de Guillaume et Marie en tant que roi et reine d'Angleterre.
Armoiries de Guillaume et Marie en tant que roi et reine d'Écosse.

## Ascendance
|  |                                                                |  |  |  |  |  |  |  |  |  |  |  |  |  |  |  |
|  | 16. Henry Stuart, Lord Darnley (1546-1567)                     |  |  |  |  |  |  |  |  |  |  |  |  |  |  |  |
|  |                                                                |  |  |  |  |  |  |  |  |  |  |  |  |  |  |  |
|  |                                                                |  |  |  |  |  |  |  |  |  |  |  |  |  |  |  |
|  | 8. Jacques VI et Ier, roi d'Angleterre et d'Écosse (1566-1625) |  |  |  |  |  |  |  |  |  |  |  |  |  |  |  |
|  |                                                                |  |  |  |  |  |  |  |  |  |  |  |  |  |  |  |
|  |                                                                |  |  |  |  |  |  |  |  |  |  |  |  |  |  |  |
|  | 17. Marie Ire, reine d'Écosse (1542-1587)                      |  |  |  |  |  |  |  |  |  |  |  |  |  |  |  |
|  |                                                                |  |  |  |  |  |  |  |  |  |  |  |  |  |  |  |
|  |                                                                |  |  |  |  |  |  |  |  |  |  |  |  |  |  |  |
|  | 4. Charles Ier, roi d'Angleterre et d'Écosse (1600-1649)       |  |  |  |  |  |  |  |  |  |  |  |  |  |  |  |
|  |                                                                |  |  |  |  |  |  |  |  |  |  |  |  |  |  |  |
|  |                                                                |  |  |  |  |  |  |  |  |  |  |  |  |  |  |  |
|  | 18. Frédéric II, roi de Danemark (1534-1588)                   |  |  |  |  |  |  |  |  |  |  |  |  |  |  |  |
|  |                                                                |  |  |  |  |  |  |  |  |  |  |  |  |  |  |  |
|  |                                                                |  |  |  |  |  |  |  |  |  |  |  |  |  |  |  |
|  | 9. Anne de Danemark (1574-1619)                                |  |  |  |  |  |  |  |  |  |  |  |  |  |  |  |
|  |                                                                |  |  |  |  |  |  |  |  |  |  |  |  |  |  |  |
|  |                                                                |  |  |  |  |  |  |  |  |  |  |  |  |  |  |  |
|  | 19. Sophie de Mecklembourg-Güstrow (1557-1631)                 |  |  |  |  |  |  |  |  |  |  |  |  |  |  |  |
|  |                                                                |  |  |  |  |  |  |  |  |  |  |  |  |  |  |  |
|  |                                                                |  |  |  |  |  |  |  |  |  |  |  |  |  |  |  |
|  | 2. Jacques II et VII, roi d'Angleterre et d'Écosse (1633-1701) |  |  |  |  |  |  |  |  |  |  |  |  |  |  |  |
|  |                                                                |  |  |  |  |  |  |  |  |  |  |  |  |  |  |  |
|  |                                                                |  |  |  |  |  |  |  |  |  |  |  |  |  |  |  |
|  | 20. Antoine, roi de Navarre (1518-1562)                        |  |  |  |  |  |  |  |  |  |  |  |  |  |  |  |
|  |                                                                |  |  |  |  |  |  |  |  |  |  |  |  |  |  |  |
|  |                                                                |  |  |  |  |  |  |  |  |  |  |  |  |  |  |  |
|  | 10. Henri IV, roi de France et de Navarre (1553-1610)          |  |  |  |  |  |  |  |  |  |  |  |  |  |  |  |
|  |                                                                |  |  |  |  |  |  |  |  |  |  |  |  |  |  |  |
|  |                                                                |  |  |  |  |  |  |  |  |  |  |  |  |  |  |  |
|  | 21. Jeanne III, reine de Navarre (1528-1572)                   |  |  |  |  |  |  |  |  |  |  |  |  |  |  |  |
|  |                                                                |  |  |  |  |  |  |  |  |  |  |  |  |  |  |  |
|  |                                                                |  |  |  |  |  |  |  |  |  |  |  |  |  |  |  |
|  | 5. Henriette-Marie de France (1609-1669)                       |  |  |  |  |  |  |  |  |  |  |  |  |  |  |  |
|  |                                                                |  |  |  |  |  |  |  |  |  |  |  |  |  |  |  |
|  |                                                                |  |  |  |  |  |  |  |  |  |  |  |  |  |  |  |
|  | 22. François Ier, grand-duc de Toscane (1541-1587)             |  |  |  |  |  |  |  |  |  |  |  |  |  |  |  |
|  |                                                                |  |  |  |  |  |  |  |  |  |  |  |  |  |  |  |
|  |                                                                |  |  |  |  |  |  |  |  |  |  |  |  |  |  |  |
|  | 11. Marie de Médicis (1575-1642)                               |  |  |  |  |  |  |  |  |  |  |  |  |  |  |  |
|  |                                                                |  |  |  |  |  |  |  |  |  |  |  |  |  |  |  |
|  |                                                                |  |  |  |  |  |  |  |  |  |  |  |  |  |  |  |
|  | 23. Jeanne d'Autriche (1547-1578)                              |  |  |  |  |  |  |  |  |  |  |  |  |  |  |  |
|  |                                                                |  |  |  |  |  |  |  |  |  |  |  |  |  |  |  |
|  |                                                                |  |  |  |  |  |  |  |  |  |  |  |  |  |  |  |
|  | 1. Marie II, reine d'Angleterre et d'Écosse (1662-1694)        |  |  |  |  |  |  |  |  |  |  |  |  |  |  |  |
|  |                                                                |  |  |  |  |  |  |  |  |  |  |  |  |  |  |  |
|  |                                                                |  |  |  |  |  |  |  |  |  |  |  |  |  |  |  |
|  | 24. Lawrence Hyde (en) (?-1590)                                |  |  |  |  |  |  |  |  |  |  |  |  |  |  |  |
|  |                                                                |  |  |  |  |  |  |  |  |  |  |  |  |  |  |  |
|  |                                                                |  |  |  |  |  |  |  |  |  |  |  |  |  |  |  |
|  | 12. Henry Hyde (en) (vers 1563-1634)                           |  |  |  |  |  |  |  |  |  |  |  |  |  |  |  |
|  |                                                                |  |  |  |  |  |  |  |  |  |  |  |  |  |  |  |
|  |                                                                |  |  |  |  |  |  |  |  |  |  |  |  |  |  |  |
|  | 25. Anne Sibell                                                |  |  |  |  |  |  |  |  |  |  |  |  |  |  |  |
|  |                                                                |  |  |  |  |  |  |  |  |  |  |  |  |  |  |  |
|  |                                                                |  |  |  |  |  |  |  |  |  |  |  |  |  |  |  |
|  | 6. Edward Hyde, comte de Clarendon (1609-1674)                 |  |  |  |  |  |  |  |  |  |  |  |  |  |  |  |
|  |                                                                |  |  |  |  |  |  |  |  |  |  |  |  |  |  |  |
|  |                                                                |  |  |  |  |  |  |  |  |  |  |  |  |  |  |  |
|  | 26. Edward Langford                                            |  |  |  |  |  |  |  |  |  |  |  |  |  |  |  |
|  |                                                                |  |  |  |  |  |  |  |  |  |  |  |  |  |  |  |
|  |                                                                |  |  |  |  |  |  |  |  |  |  |  |  |  |  |  |
|  | 13. Mary Langford (1578-1661)                                  |  |  |  |  |  |  |  |  |  |  |  |  |  |  |  |
|  |                                                                |  |  |  |  |  |  |  |  |  |  |  |  |  |  |  |
|  |                                                                |  |  |  |  |  |  |  |  |  |  |  |  |  |  |  |
|  | 27. Mary St. Barbe                                             |  |  |  |  |  |  |  |  |  |  |  |  |  |  |  |
|  |                                                                |  |  |  |  |  |  |  |  |  |  |  |  |  |  |  |
|  |                                                                |  |  |  |  |  |  |  |  |  |  |  |  |  |  |  |
|  | 3. Anne Hyde (1637-1671)                                       |  |  |  |  |  |  |  |  |  |  |  |  |  |  |  |
|  |                                                                |  |  |  |  |  |  |  |  |  |  |  |  |  |  |  |
|  |                                                                |  |  |  |  |  |  |  |  |  |  |  |  |  |  |  |
|  | 28. William Aylesbury                                          |  |  |  |  |  |  |  |  |  |  |  |  |  |  |  |
|  |                                                                |  |  |  |  |  |  |  |  |  |  |  |  |  |  |  |
|  |                                                                |  |  |  |  |  |  |  |  |  |  |  |  |  |  |  |
|  | 14. Thomas Aylesbury (en), baronnet (1576-1657)                |  |  |  |  |  |  |  |  |  |  |  |  |  |  |  |
|  |                                                                |  |  |  |  |  |  |  |  |  |  |  |  |  |  |  |
|  |                                                                |  |  |  |  |  |  |  |  |  |  |  |  |  |  |  |
|  | 29. Anne Poole                                                 |  |  |  |  |  |  |  |  |  |  |  |  |  |  |  |
|  |                                                                |  |  |  |  |  |  |  |  |  |  |  |  |  |  |  |
|  |                                                                |  |  |  |  |  |  |  |  |  |  |  |  |  |  |  |
|  | 7. Frances Aylesbury (en) (1617-1667)                          |  |  |  |  |  |  |  |  |  |  |  |  |  |  |  |
|  |                                                                |  |  |  |  |  |  |  |  |  |  |  |  |  |  |  |
|  |                                                                |  |  |  |  |  |  |  |  |  |  |  |  |  |  |  |
|  | 30. Francis Denman                                             |  |  |  |  |  |  |  |  |  |  |  |  |  |  |  |
|  |                                                                |  |  |  |  |  |  |  |  |  |  |  |  |  |  |  |
|  |                                                                |  |  |  |  |  |  |  |  |  |  |  |  |  |  |  |
|  | 15. Anne Denman (en) (1587-1661)                               |  |  |  |  |  |  |  |  |  |  |  |  |  |  |  |
|  |                                                                |  |  |  |  |  |  |  |  |  |  |  |  |  |  |  |
|  |                                                                |  |  |  |  |  |  |  |  |  |  |  |  |  |  |  |
|  | 31. Anne Blount                                                |  |  |  |  |  |  |  |  |  |  |  |  |  |  |  |
|  |                                                                |  |  |  |  |  |  |  |  |  |  |  |  |  |  |  |
|  |                                                                |  |  |  |  |  |  |  |  |  |  |  |  |  |  |  |